# 泛塞浦路斯劳工联合会
泛塞浦路斯劳工联合会（希臘語：Παγκύπρια Εργατική Ομοσπονδία）是塞浦路斯的一个全国性工会联合会。该组织成立于1941年。
该组织与劳动人民进步党关系密切。该组织的总部位于尼科西亚。该组织现有68100名成员，以希腊裔塞浦路斯人为主。该组织是世界工会联合会的成员。